# Las Colonias, Veracruz
Las Colonias är en ort i Mexiko.   Den ligger i kommunen Actopan och delstaten Veracruz, i den sydöstra delen av landet, 290 km öster om huvudstaden Mexico City. Las Colonias ligger 16 meter över havet och antalet invånare är 201.
Terrängen runt Las Colonias är kuperad västerut, men åt sydost är den platt. Havet är nära Las Colonias österut.  Närmaste större samhälle är Zempoala, 18,1 km söder om Las Colonias. 